# Varazdat
Varazdat (armensko Վարազդատ, Varazdat) je bil od leta 374/375 do leta 378 kralj arsakidske Armenije. Na prestol ga je postavil rimski cesar Valens po atentatu na njegovega sorodnika, kralja Papa. 

## Ime
Ime Varazdat izhaja iz srednjeperzijskega warāz-dat, kar pomeni "podarjen od divjega merjasca", pri čemer je bil merjasec eden od simbolov zoratustrskega  boga zmage Veretragne.

## Družina in zgodnje življenje
Varazdatova starša sta nejasna. Klasična armenska zgodovinarja Faust Bizantinski in Movses Horenaci ga nekoliko zaničljivo omenjata kot "nekega" člana družine Arsakidov. Faust tudi namiguje, da Varazdat ni bil pravi Arsakid, temveč nezakonski otrok.  Na podlagi teh podatkov sta Robert Bedrosjan in Stepan Malhasjanc špekulirala, da je bil Varazdat Papov nezakonski sin. Faust se sklicuje na Varazdatovo izjavo, da je bil Pap njegov stric po očetovi strani, čeprav  nista Papovega brata nikoli neposredno omenila niti Faust niti Horenacij. Kasnejše anonimno armensko delo, Življenje sv. Narsa, poroča, da je Pap imel mlajšega brata Trdata, ki bi lahko bil Varazdatov oče.
Faust ne pove ničesar o Varazdatovem življenju, preden je postal kralj, medtem ko Horenaci pripoveduje domišljijsko poročilo o Varazdatovi zmagi na olimpijskih igrah, medtem ko je bil v Rimskem cesarstvu. Po Horenaciju je bil Varazdat nadarjen lokostrelec, mečevalec, rokoborec, borec in borec z divjimi živalmi. Horenaci opisuje tudi Varazdatove vojaške podvige v bojih proti Langobardom in sirskim razbojnikom.  Horenaci in Faust opisujeta Varazdata kot pogumnega in močnega mladeniča, vendar ga Faust nekoliko zaničujoče opisuje kot "lahkoumneža z otroško muhasto zvijačnostjo".
V primarnih virih ni nobenega podatka o tem, da bi Varazdat imel otroke. Ciril  Toumanoff je kljub temu prepričan, da je bil oče kasnejših arsakidskih kraljev Kozrava IV. in Vramšapuha.

## Vladanje
Po atentatu Rimljanov na kralja Papa je cesar Valens za kralja Armenije imenoval Varazdata.  V tistem času je bila v Armeniji prisotna velika rimska vojska, zato  armensko plemstvo ni imelo druge izbire, kot da Varazdata sprejme.  Varazdat je svojo vladavino začel pod regentstvom Mušega I. Mamikonjana, sparapeta (vrhovni poveljnik armade) in vodje prorimske stranke v Armeniji. Mladi kralj se je kmalu spopadel z Mamikonjanom. Po mnenju zgodovinarja Hakoba Manandjana je Varazdat skušal okrepiti oblast Arsakidov, ki so jo Rimljani in njihov zaveznik Mamikonijan spravili v podrejen položaj. V Faustovi zgodovini Varazdatov učitelj Bat Saharuni obrekuje Mamikonjana pred Varazdatom in ga hujska k atentatu na sparapeta. Med obtožbami proti Mamikonjanu so bile tudi te,  da je bil sokriv za umor Varazdatovega predhodnika Papa in da je z Rimljani skoval zaroto, da bi Armenijo spremenili v rimsko provinco in zrušili Arsakide. Po mnenju Manandiana in Josefa Markwarta obtožbe niso bile neutemeljene. Mamikonjanova politika je dejansko zmanjševala moč monarhije in bi se verjetno končala s popolno rimsko aneksijo Armenije.
V začetku leta 377 so bile rimske enote iz Armeniji poslane na zahod v boj proti Gotom. Varazdat je verjetno po njihovem odhodu ukazal na banketu ubiti Mamikonjana. Za novega sparapeta je nato imenoval svojega učitelja Bata Saharunija, s čimer je Mamikonijanovim potomcem odvzel njihov dedni položaj.  Po teh dogodkih je Mušegov sorodnik Manuel Mamikonjan pobegnil iz ujetništva v Perziji in krenil proti Varazdatu, da bi maščeval svojega sorodnika in si povrnil položaj sparapeta. Po Faustu so se sile Varazdata in Manuela srečale na Karinskem polju in se spopadle. Zmagal je Manuel, vendar je mlademu kralju prihranil življenje. Varazdat je po porazu pobegnil v Rimsko cesarstvo.  Manuel je za sovladarja Armenije postavil Papova sinova Aršaka in Vagaršaka pod uradnim regentstvom njune matere Zarmanduht.
Movses Horenaci opisuje drugačno, manj verjetno različico Varazdatove vladavine, v kateri Varazdat sklene zaroto s Perzijci, zaradi česar je poklican pred rimskega cesarja, ki ga Horenaci pomotoma imenuje Teodozij, in izgnan na otok Tule.